# القوة في الحقيقة

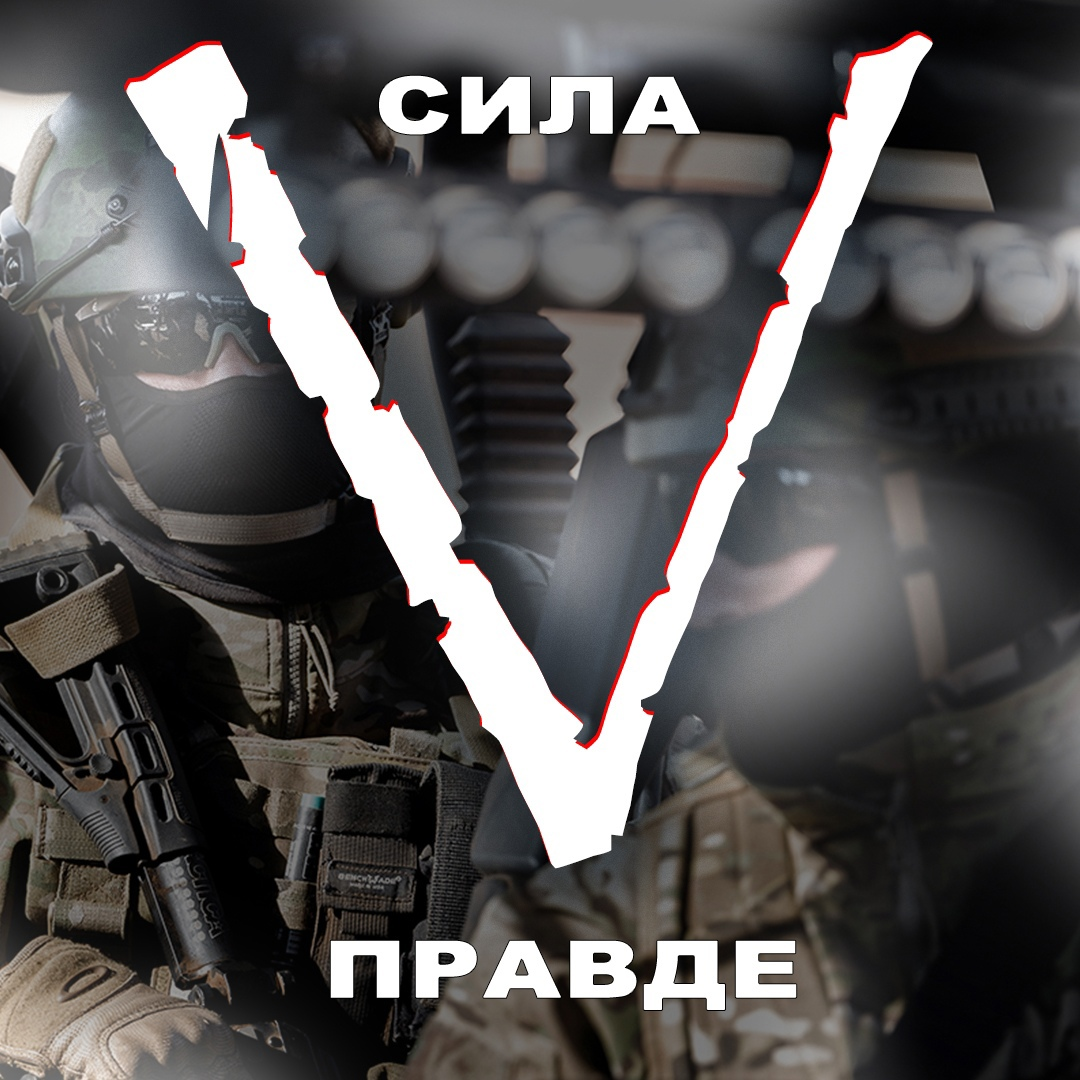
ملصق دعائي لوزارة الدفاع الروسية يظهر فيه حرف V في شعار "القوة في الحقيقة"

القوة في الحقيقة (الروسية: сила в правде) هي عبارة روسية شائعة منذ بداية القرن الحادي والعشرين. مشتقة من عبارة لشخصية دانيلا باجروف في فيلم الأخ 2، الذي صدر في عام 2000.

## التاريخ
يعتبر التأريخ الروسي أن المقولة المنسوبة إلى ألكسندر نيفسكي : «لله ليس في القوة، بل في الحقيقة!».[اقتباس من غير مصدر] والذي ذُكر أيضًا كثيرًا في نسخة لاحقة من القرن الثامن عشر للقائد الروسي ألكسندر سوفوروف.
عبارة "القوة في الحقيقة" نطقها بطل فيلم الأخ 2 دانيلا باجروف ، الصادر في عام 2000. في الفيلم، سأل البطل أخاه أولًا: «ما هي القوة يا أخي؟» فأجابه الأخ بأن القوة كلها في المال، ثم في أحد الحوارات الختامية، نطق باجروف: «قل لي أيها الأمريكي، ما هي القوة؟ هل هي المال؟ أخي يقول إنها المال أيضًا. لديك الكثير من المال، فماذا في ذلك؟ أعتقد أن القوة تكمن في الحقيقة: من يملك الحقيقة يكون أقوى».

## التحليل اللغوي
يكتب يوري رازينوف، الحاصل على دكتوراه في العلوم اللغوية، أن "بطل "الحكاية الروسية الجديدة" دانيلا من فيلم ألكسي بالابانوف "الأخ 2" يُرسّخ في نفس زميله الأجنبي، بأسلوبٍ حازم، أن "القوة تكمن في الحقيقة". وتكمن قوة الحقيقة، بطبيعة الحال، في صراحتها. ويعتقد رازينوف أن هذا يؤكد "الأسلوب المباشر والعنيد للحقيقة"، والذي "يتضح أنه أقوى من الأسلوب المراوغ والماكر للظلم". ... إن ملحمة العدالة تمنع وتكسر وتحول حرفيًا خط الظلم الملتوي إلى قوس. "يعتقد رازينوف أن المفارقة في التاريخ الروسي هي أن أطروحة "القوة في الحقيقة" موجودة في الكلمات، بينما في الواقع يعترف بالترتيب المعاكس لها، "من لديه القوة، لديه الحقيقة".

## في السياسة
استخدم حزب القضية الصحيحة العبارة الواردة في الأخ 2 شعارًا سياسيًّا للحزب: "القوة في الحقيقة. من كان على حق فهو الأقوى".
استخدم الحزب الشيوعي للاتحاد الروسي شعار "قوتنا في الحقيقة!" (ناشا سيلا - في برافدي).

### الغزو الروسي لأوكرانيا 2022
خلال الغزو الروسي لأوكرانيا عام 2022، شوهد الحرف اللاتيني "V" على المركبات العسكرية الروسية في شمال أوكرانيا، بما في ذلك هوستوميل، وبوخا، وفي الغابات شمال كييف وبالقرب من ديمر . "V" هو أحد الرموز التي اختارتها روسيا للترويج لغزو أوكرانيا، ومن بين الرموز الأخرى " Z " من بين رموز أخرى. صرحت وزارة الدفاع الروسية لاحقًا في 3 مارس أن الحرف V يرمز إلى "قوتنا في الحقيقة"، وكذلك إلى "سيتم إكمال المهمة" (الروسية: задача будет выполнена، ت.ح. 'زاداتشي بودت فبولنينا').